# Anastasius der Perser

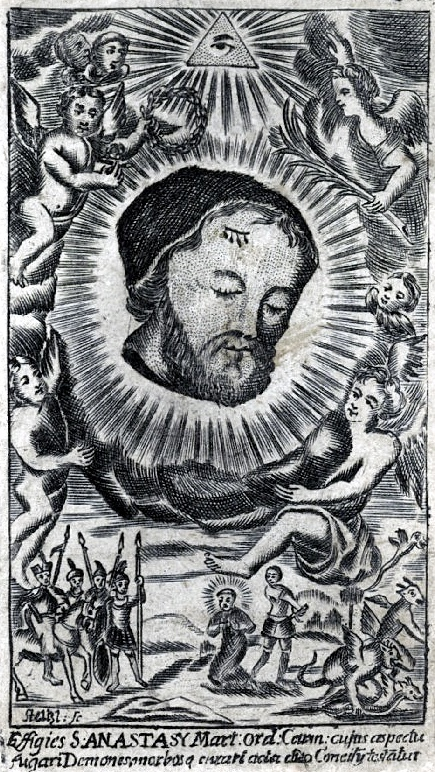
St. Anastasius der Perser, Andachtsbild, 1780

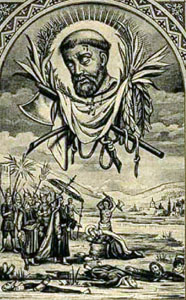
Darstellung des Martyriums

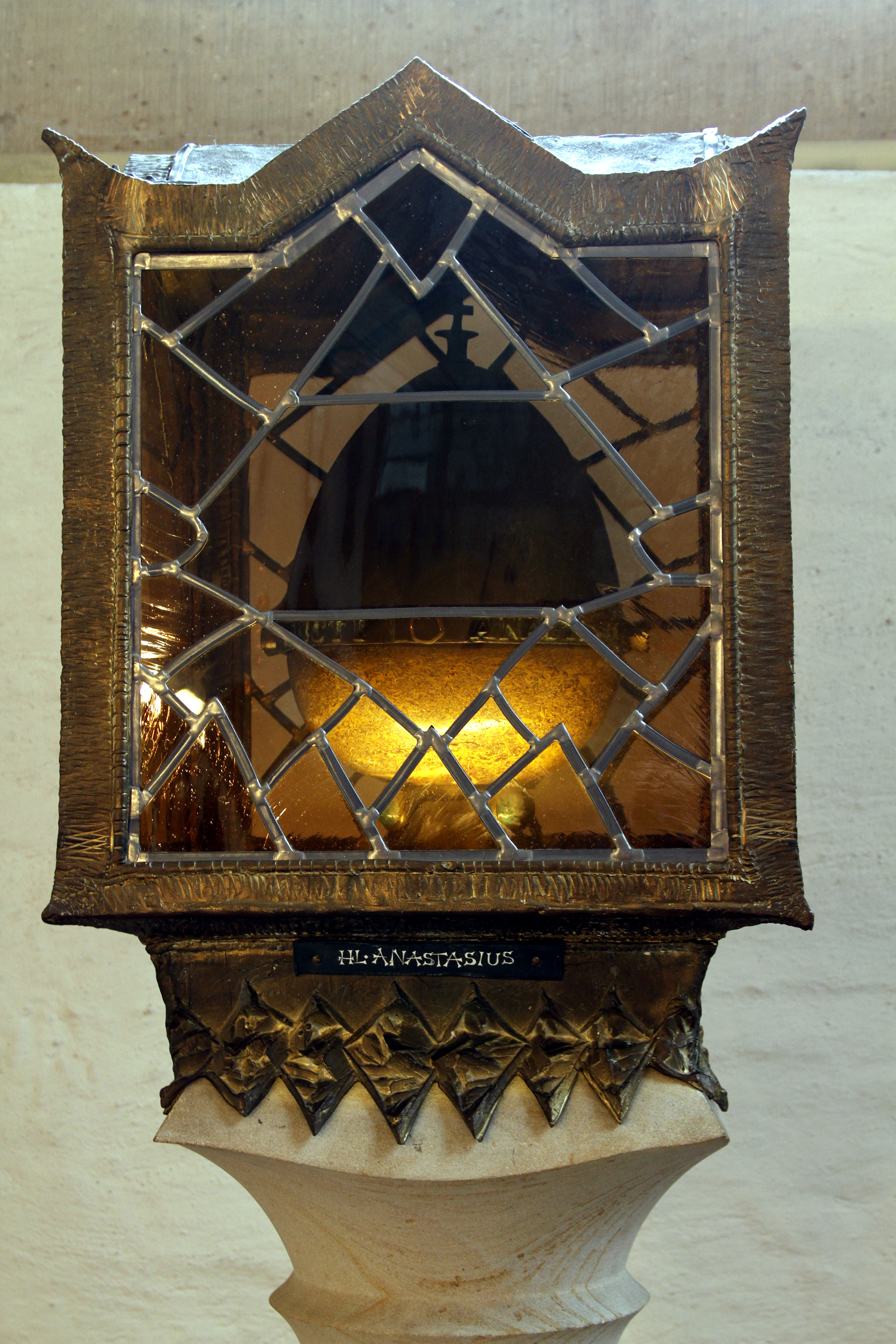
Kopfreliquiar im Speyerer Dom

Anastasius der Perser († 22. Januar 628 in Bethsaloe in Persien), auch Anastasios genannt, war ein Mönch und Märtyrer und ist ein Heiliger der katholischen Kirche und der Orthodoxie. Im Rahmen des Zweiten Konzils von Nicäa wurde er kanonisiert und sein Kult zugelassen.

## Leben
Anastasius wurde unter dem Namen Magundat als Sohn eines persischen Mager geboren. Er diente dem persischen Großkönig Chosrau II. als Soldat in der Kavallerie und kämpfte in dem Krieg gegen das oströmische Reich. Er war unter General Farrukhan, genannt Schahrbaraz, an der Eroberung Jerusalems beteiligt, bei der das Heilige Kreuz durch die persischen Truppen erbeutet wurde.
Er soll durch die Unterdrückung der Christen unter Chosrau II. und durch das erbeutete Heilige Kreuz zum Übertritt zum Christentum bewegt worden sein. Er verließ das Militär, wurde durch den späteren Patriarchen von Jerusalem Modestos 620 getauft und trat als Mönch in das Anastasios-Kloster bei Jerusalem ein. Auf Grund einer Vision verließ er sieben Jahre später das Kloster und ging nach Caesarea Maritima, wo er von den Persern ergriffen und gefangengesetzt wurde.

## Martyrium
In persischer Gefangenschaft wurde er nach Bethsaloe verbracht. Dort wurde er gefoltert, um ihn zur Abkehr vom Christentum zu bewegen. Schließlich wurde er mit siebzig weiteren christlichen Gefangenen am 22. Januar 628 gehängt und sein Leib enthauptet. Danach soll der Körper Hunden vorgeworfen worden sein, diese sollen den Leichnam aber nicht angerührt haben.

## Heiliger und Reliquien
Seine Reliquien wurden zunächst in das Sergios-Kloster von Bethsaloe gebracht, 631 nach Jerusalem transferiert. Der Tradition gemäß soll sein Leib durch Honorius I. nach Konstantinopel überführt und laut Beda Venerabilis dann nach Rom gelangt sein, wo sich die Gebeine in der Kirche S. Vinzenzo ed Anastasio, im römischen Viertel Fontana di Salvio befinden. Das Haupt verbrachte Kaiser Heinrich III. 1047 von Rom in den Speyerer Dom. Nach dessen Plünderung, Ende des 18. Jahrhunderts, kam es ins Kloster Lichtenthal. Von dort holte es Bischof Nikolaus von Weis 1851 nach Speyer zurück, wo es heute in der Katharinenkapelle des Domes aufbewahrt wird.
Bis zur letzten Reform des Heiligenkalenders war sein katholischer Gedenktag der 22. Januar. Im Menologion Basileios’ II. (um 1000) ist seine Überführung nach Konstantinopel dargestellt.
Er gilt als Patron der Goldschmiede und wird gegen Kopfschmerzen und gegen Raserei angerufen.

## Weblinks

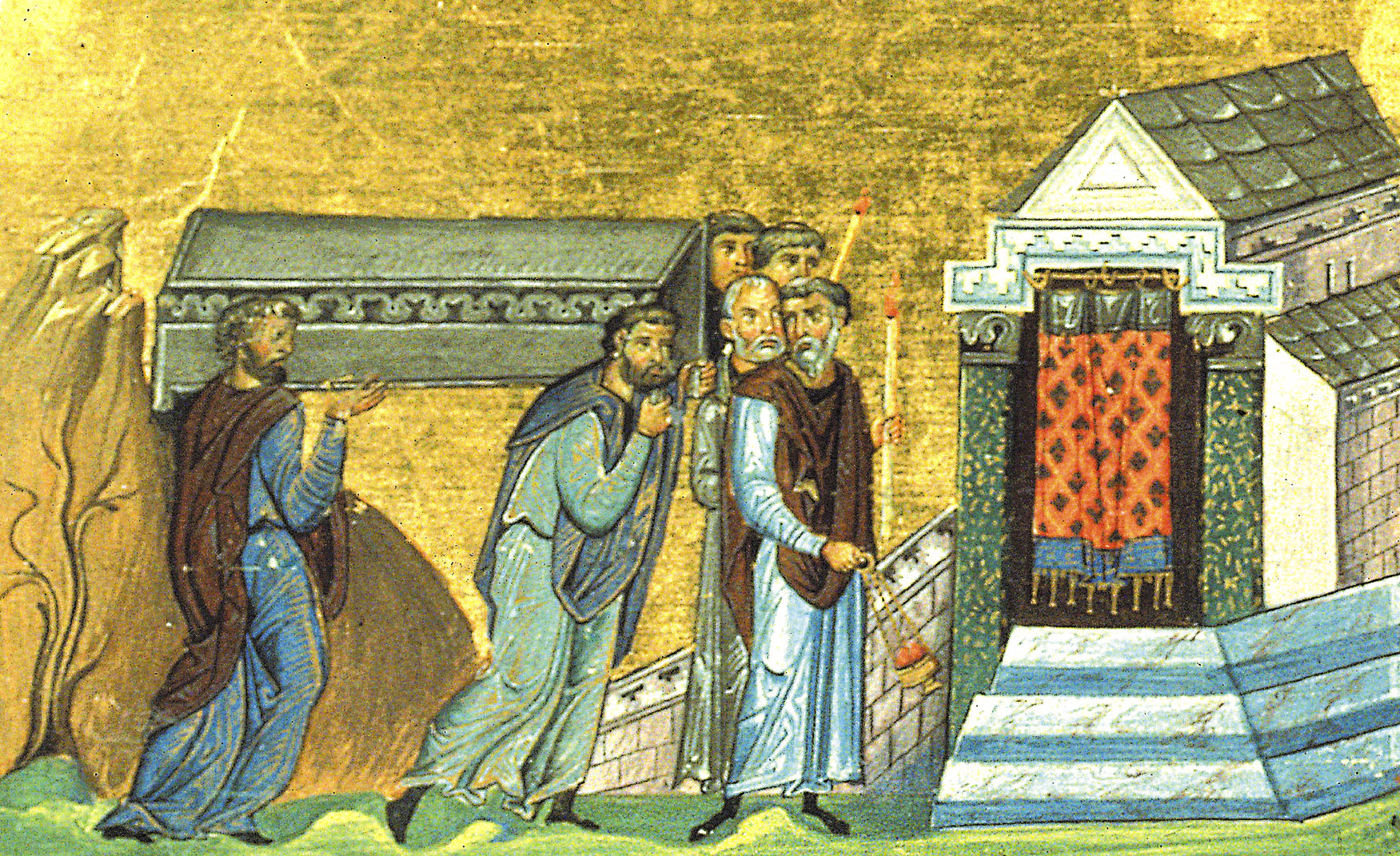
Darstellung der Überführung (um 1000)